# Grammy Hall of Fame
A Grammy Hall of Fame azoknak a hangfelvételeknek a gyűjteménye, melyek maradandó minőséget képviselnek vagy zenetörténeti jelentőségűek. A listát a Grammy-díjakat is odaítélő amerikai The Recording Academy állítja össze. 1973 óta évente választja ki a Grammy Hall of Fame-be beiktatandó hangfelvételeket egy kiváló és elismert zeneipari szakemberekből álló speciális bizottság. Hangfelvételek (kislemezek és nagylemezek) minden műfaji megkötés nélkül bekerülhetnek, az egyetlen kitétel, hogy legalább 25 éves kell legyen. Jelenleg több, mint 1000 felvétel érdemelte ki a Grammy Hall of Fame elismerését, köztük Bartók Béla és Liszt Ferenc művei, illetve Doráti Antal, Solti György, Széll György és Szigeti József felvételei.

## Fordítás
- Ez a szócikk részben vagy egészben  a   Grammy Hall of Fame című angol Wikipédia-szócikk fordításán alapul.  Az eredeti cikk szerkesztőit annak laptörténete sorolja fel. Ez a jelzés csupán a megfogalmazás eredetét és a szerzői jogokat jelzi, nem szolgál a cikkben szereplő információk forrásmegjelöléseként.